# Ida Baccini
Ida Baccini, qui signe parfois sous le pseudonyme Manfredo ou Marinella del Rosso, née à Florence le 16 mai 1850 et morte à Florence le 28 février 1911, est une écrivaine et journaliste italienne.

## Biographie
Née à Florence dans la via delle Ruote en 1850, c'est la fille de Léopold Baccini, qui travaille dans les deux maisons d'édition Alberghetti et Giachetti, et d'Esther Rinaldi, la fille d'un riche fermier de Prato. La famille déménage en 1857 à Gênes, où son père avait trouvé un environnement favorable à ses activités et à l'irrédentisme. De retour en Toscane, en 1860, ils vivent à Livourne jusqu'en 1865, quand la faillite de leur père  les oblige à retourner à Florence pour vivre dans la maison de sa sœur aînée Egle En 1868, elle épouse le sculpteur Vincenzo Cerri, dont elle se séparera 3 ans plus tard .
À partir de 1871, elle enseigne dans une école primaire de la ville de Florence. Elle démissionnera en 1878 en prenant comme prétexte l'introduction de la gymnastique obligatoire à l'école. Elle se consacre alors à l'écriture de livres pour enfants et d'articles de magazine. En 1875, elle publie son premier livre pour enfants, Memorie di un pulcino ("Souvenirs d'un poussin), qui a un grand succès. Ce texte est cité par Collodi ( le « Poussin » de Madame Baccini), parmi les livres dont les camarades de Pinocchio se débarrassent en les jetant à la mer, à propos desquels les poissons dégoûtés commentent: "Ces trucs-là ne sont pas pour nous. Ce que l'on mange d'habitude est bien meilleur!". L’ironie de Collodi envers cet ouvrage s’explique par la teneur d’un conte qui raconte les péripéties d’un poussin dans un seul but éducatif passant de la leçon de choses à la leçon de morale.
En 1878, elle met au monde Manfredo, auquel elle donne son nom de jeune fille.
Dès lors, elle se consacre pleinement à sa carrière littéraire publiant près d'une centaine de volumes, de nombreux manuels scolaires et des histoires courtes publiées dans différentes revues, qui la font connaitre au niveau national. Une prolixité qui la fera devenir "l'un des auteurs de livres de classe et de lecture les plus prolifiques de l'Italie libérale". Elle collabore à différentes revues:  La vedetta, Fanfulla della domenica, La Nazione, La rivista europea, La Gazzetta d'Italia et la Gazzetta europea. Dans les deux derniers, elle signe du nom du fils, Manfredo. Elle rencontre Matilde Serao. Collodi, Angelo De Gubernatis, Antonio Fogazzaro, Enrico Nencioni, Ubaldino Peruzzi, Telemaco Signorini, Edmondo De Amicis et d'autres intellectuels de l'époque. En 1884, elle prend la direction de Cordelia, giornale per le signorine (revue pour jeunes filles), fondée en 1881 par Angelo De Gubernatis qu'elle dirige jusqu'à sa mort en 1911. Elle démontre de l’intérêt , en particulier, pour les revues pour enfants comme dans les magazines pour les enfants, tels que Cenerentola, il Giornale per i bambini et il Giornale dei fanciulli. En 1895 , elle crée le il Giornale per bambini publié par l'éditeur Licinio Cappelli.
Bien que dès 1859, la loi Casati prévoit l'éducation obligatoire pour filles et garçons en Italie, en 1879, on ne compte encore que 3 ou 4% de filles qui vont à l'école primaire. Ida Baccini s'intéresse à l'alphabétisation des femmes concevant des ouvrages pionniers (comme Come vorrei una fanciulla (1884) par exemple), allant dans le sens d'un courant libéral qui  voit l'éducation des femmes comme essentiel pour le progrès de l'Italie unifiée.  Sa vision de l'éducation des jeunes-filles restent cependant attachée à une image traditionnelle du rôle des femmes à l'intérieur de la famille, qui doivent devenir éducatrices de leurs enfants sans devenir pour autant des intellectuelles.
Au tournant du nouveau siècle, elle semble prendre conscience d'une nouvelle vision de la femme. Sans devenir féministe, elle reconnait la possibilité pour la femme de choisir une autre voie qui la porte hors du cercle familial. Elle déclarera par exemple dans son ouvrage Scintille nell'ombra (1910): " S'il est effectivement juste que la femme fasse aussi son chemin et qu'elle affronte, avec son compagnon, toutes les responsabilités les plus graves et sérieuses de la vie, s'il est juste qu'elle aussi boive, avec l'homme, aux sources du savoir et qu'elle aspire comme lui aux saints idéaux de l'art et aux luttes fécondes de la pensée, il serait vain de s'opposer à ce choix de vie fatal."
En 1904 , elle épouse Titus Mariottini. Elle meurt en 1911 d'un emphysème pulmonaire

## Quelques publications
- Spirito del Galateo e il Galateo dello spirito, Rocca S. Casciano, ed. Cappelli, 1904.
- Dal salotto alla chiesa, Milan, éd. C. Chiesa e F. Guindani, 1890 (deuxième édition); Sesto S. Giovanni (MI), ed. Madella, 1914.
- Con l'oro o con l'amore?, première édition à Florence, ed. A. Salani, 1899.
- Nozze Padovano-Bemporad, écrit avec Salvadore Landi, Florence, Tipografia di Salvatore Landi, 1895.
- Si muore, écrit avec Salvatore Farina, Andrea Bèrtoli et Elisa Cappelli, Milan, ed. Brigola, 1888.
- Vita borghese, Bologne, ed. Nicola Zanichelli, 1884.

### Théâtre
- La casa a mezzo, comédie en trois actes, en langue vernaculaire florentine, écrite avec Giuseppina Viti-Pierazzuoli, Florence, ed. Soc. Ed. Fiorentina, 1910.

### Ouvrages autobiographique
- Ida Baccini: lettere (1874-1908), recueil posthume édité par Teresa Cini, Pontedera, ed. Bibliografia e Informazione, 2014  (ISBN 9788890983306).
- Scintille nell'ombra: dagli appunti d'una giornalista, Rocca S. Casciano, ed. Cappelli, 1910, p. 231.
- La mia vita, ricordi autobiografici, première édition1896; réédité en 1904
- Feste azzurre, Milan, ed. L. F. Cogliati, 1894.
- Le mie vacanze: racconti, Milan, ed. Paolo Carrara, 1883.

### Pour les enfants et les adolescents

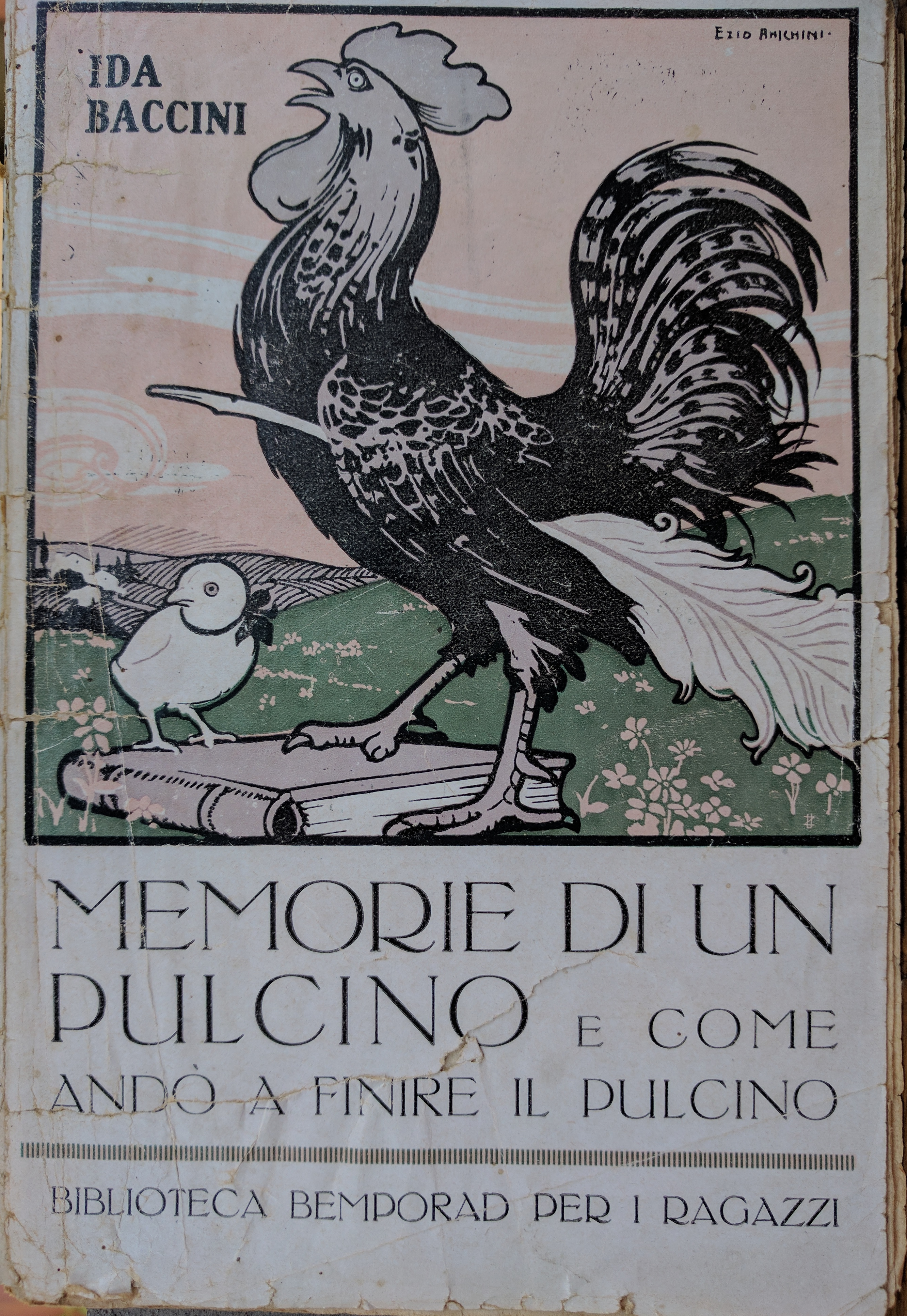
Memorie di un pulcino (Souvenirs d'un poussin).

- Avventure di un pulcino, publication posthume dirigée par Adamo D'Agostino, San Donato Val di Comino, ed. Psiche e Aurora, 2011,  (ISBN 9788889875360).
- Come andò a finire il pulcino, publication posthume, Florence, ed. R. Bemporad & figlio, 1926; Florence, ed. Marzocco, 1939.
- Le Future Mogli, Florence, 1895; Florence, ed. Succ. Le Monnier, 1912.
- I Piccoli viaggiatori: viaggio nella China, Florence, ed. R. Bemporad, 1907.
- Commediole e monologhi: per bimbe e bambini, Livourne, ed. Giusti, 1905.
- I tre scudieri di Orlando, Palerme, ed. Biondo, 1904.
- La società misteriosa, Palerme, ed. Biondo, 1903.
- Una famiglia di gatti: romanzo per fanciulli, Turin, ed. G.B. Paravia e comp., 1899; Torino, ed. Ditta G.B. Paravia e comp., 1903.
- Il romanzo d'una maestra, première édition en 1901.
- Per le veglie invernali: storie allegre e storie meste, Turin, ed. Paravia, 1901.
- Una famiglia di saltimbanchi, première édition en 1901.
- Il diamante di Paolino (storiella misteriosa), Palerme, Casa editrice Salvatore Biondo, 1901, réimpression Invictus Editore, 2016,  (ISBN 9781536864991).
- Vorrei fare il signore: novelle, première édition illustrée par Carlo Linzaghi, Gênes, ed. Donath, 1901.
- Il libro delle novelle, Florence, ed. Salani, 1900.
- Angeli del cielo e angeli della terra, illustré par Carlo Chiostri, première édition Florence, ed. Salani, 1900.
- Quinte letture per le classi elementari femminili: compilate in ordine agli ultimi programmi governativi, con vignette, Florence, ed. R. Bemporad, 1891.
- Il sogno di Giulietta: fantasia dantesca, Florence, ed. G. Ademollo, 1887; Milan, ed. Treves, 1896.
- Tonino in calzon lunghi con altri racconti pei ragazzi, première publication Florence, ed. Salani, 1896.
- Nuove quarte letture: per le classi elementari femminili, Florence, ed. Bemporad, 1898.
- Lezioncine di cose usuali, Turin, ed. G. B. Paravia e Comp., 1896.
- La vita dei bambini, Milan, ed. Hoepli, 1896.
- L'abito nero è di rigore e L'imperatore e l'abate: racconti pei ragazzi, Milan, ed. Carrara, 1896.
- Oh! I miei tempi!, Florence, ed. Chiesi, 1894.
- Angelo di pace: romanzo educativo, Florence, ed. Successori le Monnier, 1894; Florence, ed. Le Monnier, 1901.
- Come si diventa uomini, Libro per la seconda e terza elementare compilato sulle norme dei Programmi governativi approvati col R. Decreto del 25 settembre 1888, Bocca S. Casciano, ed. Licinio Cappelli, 1893.
- Il novelliere delle signorine, Milan, ed. C. Chiesa e F. Guindani, 1892.
- Prime letture composte da una mamma ad uso delle prime classi elementari, Florence, ed. Bemporad & figlio, 1890.
- Storia di una donna narrata alle giovinette, illustrations Enrico Mazzanti, Firenze, ed. Paggi, 1889.
- La storia di Firenze narrata a scuola, Florence, ed. Felice Paggi, 1889.
- Figurine e racconti: nuovo libro di lettura, Florence, ed. Paggi, 1887.
- Per i più piccini, Milan, ed. E. Trevisini, 1887.
- Libro moderno ossia nuove letture per la gioventù, Turin, ed. G. B. Paravia e Comp, 1887.
- Felice ad ogni costo! Assassino? - Fogli d'album: novelle per le giovinette, Florence, ed. Ademollo, 1886.
- Racconti (Perfida Mignon!, Il povero Cecco, Quel che avvenne al signor Gaetano la notte di Natale), illustré par A. Sezanne, G. Amato e F. Mazzanti, Milan, ed. Fratelli Treves, 1886.
- Un'ora di svago, illustré par Enrico Mazzanti, Florence, ed. Successori Le Monnier, 1886.
- La fanciulla massaia, première édition en 1885.
- Manfredo: libro di lettura e di premio, Milan, ed. Carrara, 1885.
- Strenna della Cordelia, Florence, ed. C. Ademollo, 1885.
- Quarte letture per le classi elementari maschili, Florence, ed. F. Paggi, 1885.
- Passeggiando coi miei bambini, con disegni di Enrico Mazzanti, Milan, ed. Treves, 1884.
- Un dottore in erba, Milan, ed. Carrara, 1884.
- Per le strade, Milan, ed. Paolo Carrara, 1884.
- Amor figliale (lettere), Milan, ed. Carrara, 1884.
- Nuovi racconti, Florence, ed. Le Monnier, 1884.
- Fanciulla massaia: libro di lettura per le scuole femminili elementari superiori, Florence, Paggi, 1883.
- Lezioni e racconti per i bambini, Milan, Trevisini Editore, 1882.
- Il libro del mio bambino. Libro di lettura per gli asili infantili e per le prime classi elementari. Florence, Tip. Editrice della Gazzetta D'Italia, 1881; Florence, ed. Paggi, 1884.
- Memorie di un pulcino, première édition italienne, R. Bemporad & figlio en 1875; traduit en polonais Pamiętnik kurczątka, 1931.
- Cristoforo Colombo: racconto per la gioventù, Turin, Paravia, 1895